# Lincoln MKT
Lincoln MKT – samochód osobowy typu crossover klasy pełnowymiarowej produkowany pod amerykańską marką Lincoln w latach 2009 – 2019.

## Historia i opis modelu

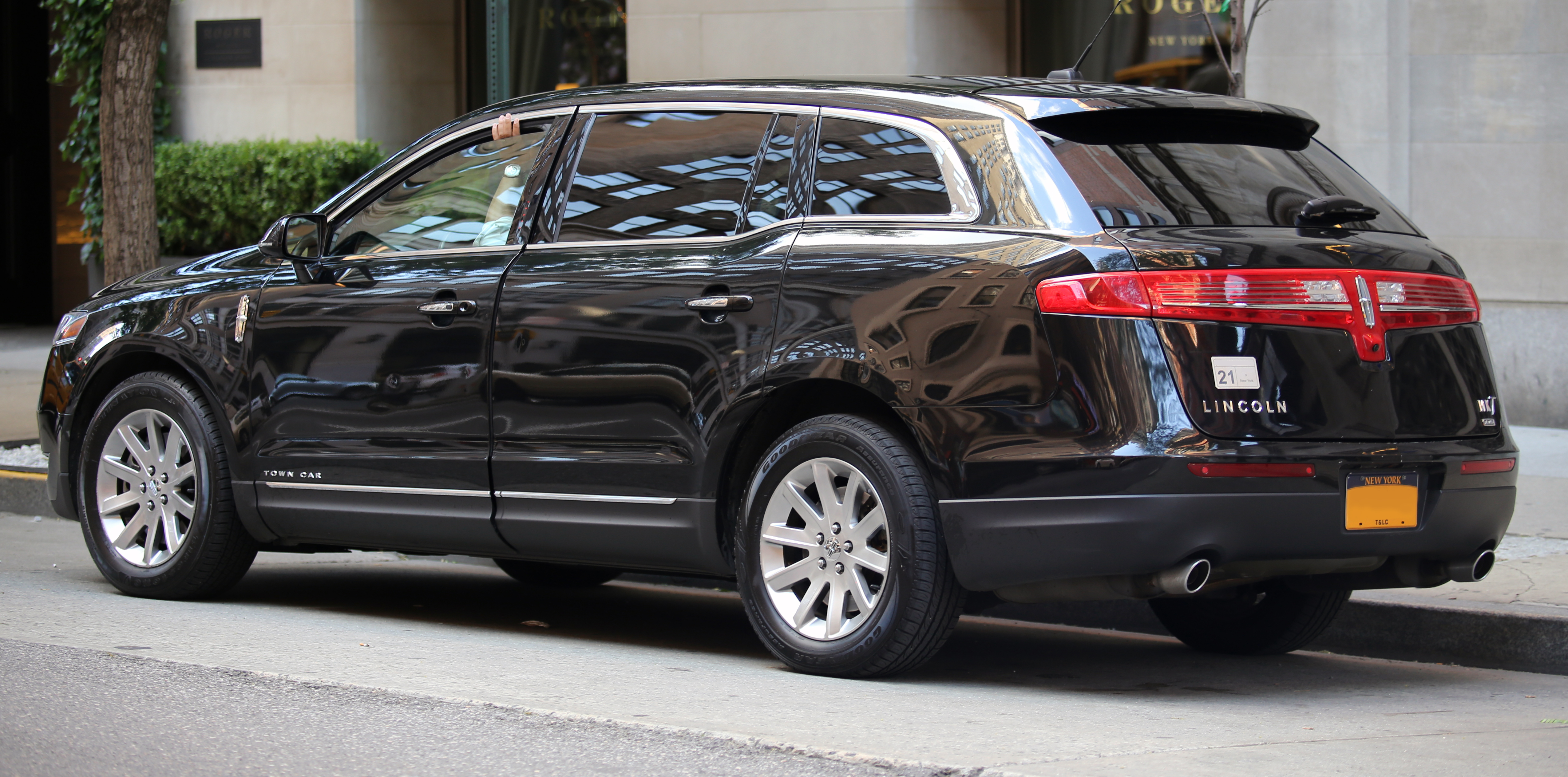
Lincoln MKT - tył

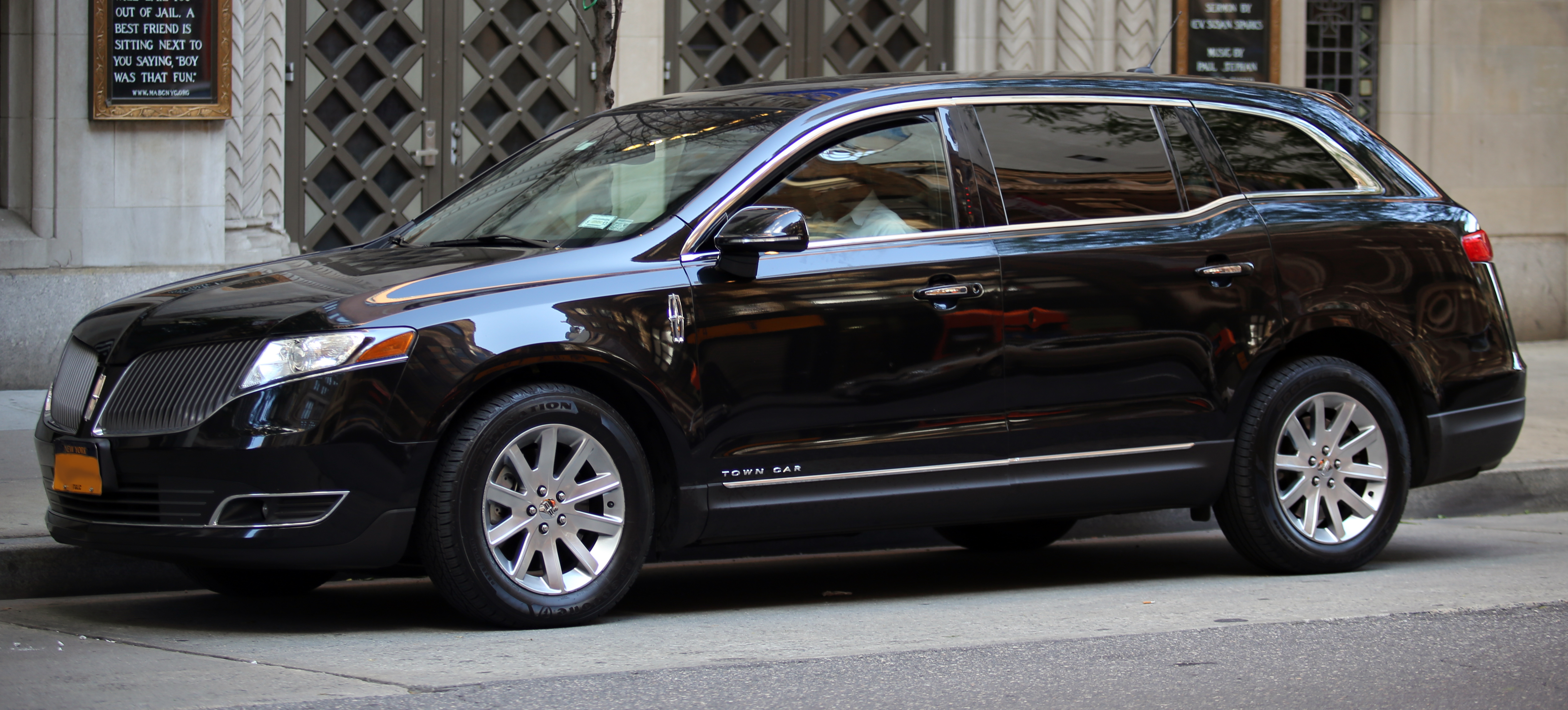
Lincoln MKT po liftingu

Podczas targów motoryzacyjnych w Detroit w styczniu 2008 roku Lincoln przedstawił swojego pierwszego crossover łączącego cechy van a i SUV-a. Lincoln MKT został opracowany na płycie podłogowej Forda o nazwie D4-platrofm, która posłużyła także do skostruowania bliźniaczego modelu Ford Flex.
Lincoln MKT został utrzymany w nowym kierunku stylistycznym, jaki zapoczątkował przedstawiony w 2007 roku model MKS. W ten sposób, MKT charakteryzował się wąskimi, podłużnymi reflektorami, dwuczęściową atrapą chłodnicy, masywną, obłą sylwetką i jednoczęściowymi, tylnymi lampami.

### Lifting
W 2012 roku Lincoln MKT przeszedł obszerny facelifting na rok modelowy 2013. W samochodzie odnowiono przód i zmieniono proporcje. W pojeździe zastosowano system informatyczny MyLincoln Touch, którym za pomocą dżojstików steruje się systemem multimedialnym, audio i nawigacją, a wszystko wyświetla się na 4,2 calowym wyświetlaczu LCD. W pojeździe zastosowano inteligentne zawieszenie CCD reagujące na zmianę podłoża w 11 milisekund, która jest możliwa w trzech trybach: Sport, Normal, Comfort.

### Koniec produkcji i następca
Po 10 latach produkcji, produkcja Lincolna MKT razem z bliźniaczym Fordem Flex została zakończona w 2019 roku. Samochód zastąpił SUV Aviator.

### Dane techniczne (V6 3.5)
- V6 3,5 l (3496 cm³), 4 zawory na cylinder, DOHC, 2 x turbo
- Układ zasilania: wtrysk
- Średnica cylindra × skok tłoka: 92,50 × 86,70 mm
- Stopień sprężania: 9,5:1
- Moc maksymalna: 360 KM (265 kW) przy 5700 obr./min
- Maksymalny moment obrotowy: 475 N·m przy 1500–5250 obr./min
- Maksymalna prędkość obrotowa silnika: 6200 obr./min

### Dane techniczne (V6 3.7)
- V6 3,7 l (3726 cm³), 4 zawory na cylinder, DOHC
- Układ zasilania: wtrysk
- Średnica cylindra × skok tłoka: 95,50 × 86,70 mm
- Stopień sprężania: 10,3:1
- Moc maksymalna: 274 KM (201,5 kW) przy 6250 obr./min
- Maksymalny moment obrotowy: 366 N·m przy 4250 obr./min
- Maksymalna prędkość obrotowa silnika: 6750 obr./min